# フェイス・ザ・ネイション
『フェイス・ザ・ネイション（Face the Nation）』は、アメリカの3大ネットワークの1つ・CBSで放送されている報道番組である。

## 概要

ホストがアメリカの政治家や「時の人」にインタビューをする60分番組で、1954年11月7日に放送を開始した。

## 配給
『フェイス・ザ・ネイション』の最初の30分は、アメリカ中のCBS加盟テレビ局で、通常は午前中に放送される。2018年、CBSニュースのデジタルストリーミングネットワークであるCBSNは、東部標準時間の11:00、15:00、18:00に1時間の再放送を開始した。
太平洋時間帯のネットワーク系列局の多くは、現地時間8:30に『フェイス・ザ・ネイション』を放送し、フットボールシーズン中のCBSスポーツの番組『The NFL Today』への前座番組として機能する。
遅れネットの音声放送は、CBSラジオネットワークを介して少数のラジオ系列局でも放送され、午後遅くにはC-SPANのワシントン地域のラジオ局・WCSP-FMで放送される。CBSラジオはまた、毎週のポッドキャストとして、番組の僅かに短縮されたバージョンを編集および配給している。

### 『フェイス・ザ・ステート（Face the State）』
全国番組を補完するものとして、主に州都に拠点を置くいくつかのCBS系列局が、『フェイス・ザ・ステート（Face the State）』というタイトルの『フェイス・ザ・ネイション』に出入りする独自番組を実施し、ネバダ州リノのKTVN、モンタナ・テレビジョン・ネットワークの放送局、オハイオ州コロンバスのWBNS-TV、コネチカット州ハートフォードのWFSB、ペンシルベニア州ハリスバーグのWHP-TVを含み、マイアミのCBS直営局・WFOR-TVでは、『フェイシング・サウスフロリダ（Facing South Florida）』というタイトルの補足番組といった、州及び地方政治について『フェイス・ザ・ネイション』と同様の形式で扱っている。他の放送局は、ウィスコンシン州マディソンのWISC-TVの『For the Record』など、他のタイトルで同じ形式を使用している。

## 歴史

### シーファー引退後

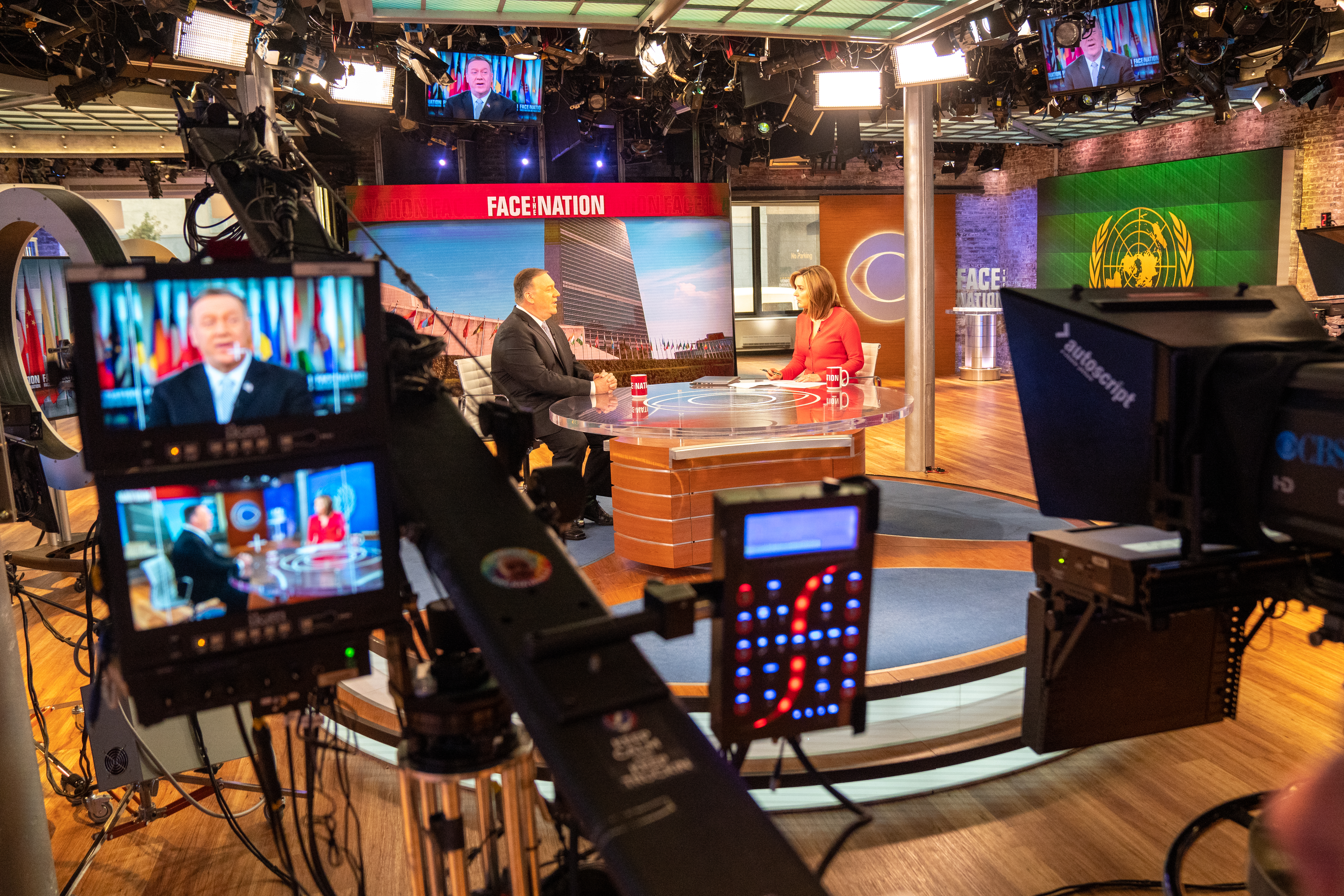
マーガレット・ブレナンが2019年に国務長官（当時）のマイク・ポンペオにインタビューする様子。

2015年、歴代最長の24年間にわたってモデレーターを務めたボブ・シーファーが引退した。同年6月7日にジョン・ディッカーソン (ジャーナリスト)に置き換えられた。
2018年2月22日、CBSは、3年未満モデレーターを務め、『CBSディス・モーニング』のアンカー業務に専念できるようになったジョン・ディッカーソンの後任として、マーガレット・ブレナンを新ホストとして発表した。ブレナンは、レスリー・スタールに次ぐ、番組史上2番目の女性モデレーターである。
ブレナンは、元国務長官のレックス・ティラーソンや下院監視委員会委員長のトレイ・ゴウディなど、トランプ政権のメンバーとの多数のインタビューを実施した。マーガレット・ブレナンは、ネットワークの上級外交特派員も務めている。ブレナンは、産休前の最後の放送回で副大統領（当時）のマイク・ペンスにインタビューした。

## モデレーター
当番組は、ビル・シャデルをはじめ、これまでに10人のモデレーターによって進行されてきた。現在のモデレーターであるマーガレット・ブレナンは、2018年2月からホストを務めている。
以下は、『フェイス・ザ・ネイション』のモデレーターのリストである。
| ビル・シャデル                          | 1954年〜1955年 |
| スチュアート・ノヴィンズ                | 1955年〜1960年 |
| ハワード・K・スミス                     | 1960年〜1961年 |
| ポール・K・ニーヴン・ジュニア           | 1961年〜1965年 |
| マーティン・アグロンスキー              | 1965年〜1968年 |
| ジョージ・ハーマン (ジャーナリスト)     | 1968年〜1983年 |
| レスリー・スタール                      | 1983年〜1991年 |
| ボブ・シーファー                        | 1991年〜2015年 |
| ジョン・ディッカーソン (ジャーナリスト) | 2015年〜2018年 |
| マーガレット・ブレナン                  | 2018年〜現在   |

## 放送時間
- CBS：日曜 10:30 - 11:30 （東部標準時、『CBSニュース サンデーモーニング』からのステブレ放送）

また、CBSラジオでも時差放送されている。